# Willy Waldack
Willy Francies Waldack (Destelbergen, 5 oktober 1929 - Zürich, 23 april 1994) was een Belgische syndicalist.

## Levensloop
Waldack studeerde af als licentiaat administratieve en sociale wetenschappen aan het Instituut voor Overzeese Gebieden in Antwerpen. Tussen 1953 en 1956 was hij assistent-gewestbeheerder in Belgisch-Congo. In 1957 ging hij aan de slag bij de liberale vakbond ACLVB, waar hij in 1959 nationaal secretaris werd. In 1989 volgde hij Armand Colle op als voorzitter. Zelf werd hij in deze hoedanigheid in 1994 door Guy Haaze opgevolgd.